# Conus pica
Conus pica é uma espécie de gastrópode do gênero Conus, pertencente à família Conidae.